# ブレックファースト・オブ・チャンピオンズ
『ブレックファースト・オブ・チャンピオンズ』（Breakfast of Champions）は、1999年に製作されたブルース・ウィリス主演のブラック・コメディである。アラン・ルドルフ監督。

## 概要
カート・ヴォネガット・ジュニアのベストセラー小説『チャンピオンたちの朝食』（1973年）を映画化した作品。『ダイ・ハード』シリーズで演じたタフ・ガイのマクレーン刑事とは対照的に、自動車会社の気弱なディーラーをブルース・ウィリスがコミカルに演じている。脇には、アルバート・フィニー、バーバラ・ハーシー、ニック・ノルティ、ルーカス・ハースなど個性派俳優たちが固めている。人生の岐路に立たされた男と、それを取り巻く奇妙な人々の人間模様を描くシニカルなコメディ映画である。

## あらすじ
アメリカのとある町、ミッドランド・シティに住みディーラーとして自動車販売業に大成功したドウェイン・フーヴァー（ブルース・ウィリス）。彼はテレビ・コマーシャルにも出演して、警察からも優遇されるほど地元ではかなりの有名人。一見文句のつけようがない順風満帆な人生の彼に見えるが、実際には違っていた。「自分は何者か？」という疑問を抱き始め、そんな人生にいい加減嫌気が差し始めて毎朝銃を口にくわえては、引き金を引く勇気が湧かずに作り笑いで出勤する毎日。その日も、拳銃を口にくわえたまでは良かったが結局引き金を引けずに終わっていた。無理に笑顔を作って歩いて行くと、居間には妻セリア（バーバラ・ハーシー）がソファに座っていた。いささか精神が病んだ妻に自分の悩みを素直に聞いてもらえるはずもなく、ドウェインの悩みはさらに増すばかり。その上、息子のジョージ（ルーカス・ハース）はゲイの傾向があり、信頼を寄せる部下のハリー（ニック・ノルティ）は女装癖があり、秘書であり愛人のフランシー（グレン・ヘドリー）の関係は誰にも言えない…。日に日に狂気の沙汰に陥って来たドウェインだったが、ある時テレビで聞いた無名作家のキルゴア・トラウト（アルバート・フィニー）の名前が頭から離れなくなったドウェインは、彼と会わなければならないという強迫観念に駆られていく…。

## キャスト
| 役名                   | 俳優                           | 日本語吹替       |
| ---------------------- | ------------------------------ | ---------------- |
| ドウェイン・フーヴァー | ブルース・ウィリス             | 野沢那智         |
| キルゴア・トラウト     | アルバート・フィニー           | 藤本譲           |
| セリア・フーヴァー     | バーバラ・ハーシー             | 佐藤しのぶ       |
| ハリー                 | ニック・ノルティ               | 銀河万丈         |
| フランシー             | グレン・ヘドリー               | 唐沢潤           |
| ジョージ・フーヴァー   | ルーカス・ハース               | 鉄野正豊         |
| ウェイン・フーブラー   | オマー・エップス               | 堀川仁           |
| エリオット             | ケン・ハドソン・キャンベル     | 茶風林           |
| グレイス               | ヴィッキー・ルイス             | 日野由利加       |
| フレット・T・バリー    | バック・ヘンリー               | 塚田正昭         |
| ハウエル               | マイケル・ジェイ・ホワイト     |                  |
| イライ                 | マイケル・クラーク・ダンカン   | 茶風林           |
| モンティ・ラピッド     | オーウェン・ウィルソン         | 田中完           |
| ヴァーノン             | キース・ジョー・ディック       | 遠藤純一         |
| モー                   | ウィル・パットン               |                  |
| マリア・マリティモ     | アリソン・イーストウッド       |                  |
| ボニー・マクマホン     | ショウニー・スミス             |                  |
| CMディレクター         | カート・ヴォネガット・ジュニア |                  |
|                        |                                |                  |
| 演出                   |                                | 高橋剛           |
| 翻訳                   |                                | 日笠千晶         |
| 調整                   |                                | 山本洋平         |
| 録音                   |                                | 小出善司         |
| 録音スタジオ           |                                | スタジオザウルス |
| 編集スタジオ           |                                | スタジオミック   |
| 担当                   |                                | 栗林秀年         |
| プロデューサー         |                                | 山本正 菊地恒行  |
| 制作                   |                                | くりぷろ         |

## スタッフ
- 監督：アラン・ルドルフ
- 脚本：アラン・ルドルフ
- 原作：カート・ヴォネガット・ジュニア　（『チャンピオンたちの朝食』より）
- 製作：デヴィッド・ブロッカー、デヴィッド・ウィリス
- 音楽：マーク・アイシャム
- 撮影：エリオット・デイヴィス
- 編集：スージー・エルミガー
- 美術：ニナ・ルシオ